# Крючков Дмитро Васильович
Дмитро́ Васи́льович Крючко́в (нар. 10 червня 1978, Львів) — український політик, народний депутат України 5-го скликання, учасник кримінального провадження щодо розкрадань бюджетних коштів в рамках компанії «Енергомережа», фігурант антикорупційних розслідувань.

## Життєпис
Освіта: Київський економічний університет (2000), «Фінанси та кредит».
- 1998 — вересень 1999 — бухгалтер, 1999–2000 — старший бухгалтер ТОВ "Маркетингова агенція «Фінанс-інформ Україна».
- 2000–2002 — помічник-консультант апарату управління ДП НВО «Либідь».
- 2002 — у Державному комітеті з матеріального резерву України.
- 2002–2004 — голова правління, голова спостережної ради ЗАТ "Промислово-фінансове об'єднання «Інтер-енерго».
- 2004–2005 — голова спостережної ради АКБ «Гарант» і ВАБАК «Київреконструкція».
- Лютий — липень 2005 — заступник голови Рівненської облдержадміністрації.

Разом з братом займався будівництвом на Рівненській, Хмельницькій, Южно-Української АЕС, Ташлицької ГАЕС тощо.

## «Енергомережа»
2014 року Крючков створив компанію «Енергомережа», що отримала контроль на кількома обленерго. До керівних органів компанії увійшли представники віце-президента УЄФА Григорія Суркіса та брат екс-міністра енергетики Юрія Продана — Петро. У березні 2016 року суди заарештували рахунки компанії.
Господарський суд Києва задовольнив всі п'ять заяв НАБУ на суму 346,2 млн грн, визнавши чинними кримінальні провадження щодо визнання недійсними договорів між «Запоріжжяобленерго» та «Енергомережами». Згідно з недійсними договорами, компанія Крючкова могла стягувати з великих промислових підприємств Запорізької області заборгованість за поставлену електроенергію. Окрім запорізької компанії, подібні договори було підписано з іншими обленерго, зокрема з «Черкасиобленерго» та «Харківобленерго».
За даними розслідування «Схеми», афера працювала так: кілька напівдержавних обленерго погодилися отримувати гроші від великих місцевих підприємств за поставлену електроенергію не безпосередньо, а через приватну компанію, якою керував Крючков. За словами Сергія Лещенка, Крючков погодився повернутися до України, а також зізнався, що з афери «Енергомережі» його колеги, Порошенко та Кононенко отримували 50-75 % прибутку.
Окрім того, Крючков намагався організувати поставки електроенергії з Росії, отримавши в листопаді 2014 року дозвіл на імпорт. Видання «Наші гроші» стверджувало, що придбана у Росії електроенергія призначалася споживачам тимчасово окупованої Росією частини Донецької та Луганської областей.

## Кримінальне провадження
Крючков звинувачений у розкраданні сотень мільйонів гривень «Запоріжжяобленерго», з 2017 року перебував у розшуку. 14 квітня 2018 року затриманий в Німеччині, перебував під вартою з 26 квітня.
З 17 травня 2016 року Крючков змінив місце проживання, спосіб життя, телефони та переховується від служб МВС. За даними НАБУ, протягом трьох років він мешкав у Росії, Словаччині, Австрії та Монако. На початку 2017 року Інтерпол оголосив Крючкова в міжнародний розшук. За даними адвоката Крючкова, після втечі з України, той отримав політичний притулок в Росії.
У травні 2017 року суд заочно заарештував Крючкова. За рік у квітня стало відомим, що його затримали у Німеччині. А у травні того ж року він вийшов з німецької в'язниці під заставу у €100 тисяч.
У жовтні 2018 року САП склала письмове повідомлення про підозру Крючкову у заволодінні вже 424 млн грн «Запоріжжяобленерго» та деяких промислових підприємств Запорізької області. Йому також інкримінують зловживання владою або службовим становищем та відмивання грошей, отриманих злочинним шляхом.
15 квітня 2019 року Крючкова було екстрадовано до України. 22 квітня 2019 року вийшов зі слідчого ізолятора під заставу 7 млн гривень.
В серпні 2019 року з Крючкова було знято електронний браслет для стеження. Це рішення 25 липня ухвалив слідчий суддя Сергій Коробенко.
У липні 2024 року стало відомо що Дмитро Крючков 15 лютого 2024 року виїхав за кордон і не повернувся.

### Засудження
9 січня 2025 року, згідно повідомлення пресслужби САП, Вищий антикорупційний суд України ухвалив вирок колишньому голові правління холдингової компанії «Енергомережі» Дмитру Крючкову у вигляді 15 років в'язниці, звинуваченому у справі щодо заволодіння та легалізації коштів підприємств енергосектору. Екс-главі правління також призначили позбавлення на 3 (три) роки права перебувати на певних посадах та конфіскацію всього майна.

## Політика
- Народний депутат 5-го скликання з квітня 2006 до листопада 2007 від Блоку Тимошенко, № 71 в списку. На час виборів не працював, безпартійний. Член Блоку Тимошенко (з травня 2006). Член Комітету з питань паливно-енергетичного комплексу, ядерної політики та ядерної безпеки (з липня 2006).
- Вересень 2007 — кандидат в народні депутати України від блоку «КУЧМА», № 13 в списку. На час виборів: народний депутат України, безпартійний[25].

## Сім'я
- батько чотирьох дітей. Дружина — Альона Крючкова.
- брат Леонід Крючков — колишній депутат Київради від блоку Черновецького.
- батько — Василь Крючков — вчений, працював в Академії наук.
- мати — інженер, працювала в «Київпроекті»[4].